# Dressed to Kill
Dressed to Kill — третій студійний альбом американського хард-рок-гурту «Kiss». Платівка побачила світ 1975 року. Альбом спродюсував особисто Ніл Богарт, президент студії звукозапису «Casablanca Records», оскільки лейбл саме переживав скрутні часи, що унеможливлювало залучення професійних продюсерів.

## Історія
1997 року вийшла оновлена версія альбому «Dressed to Kill». В оригінальній вініловій версії простежуються довгі паузи між треками, щоб приховати коротку тривалість альбому та створити ілюзію повноцінної двосторонньої платівки. На кожній зі сторін фактично записано 15 хвилин альбому, тому тривалість деяких пісень на вініловій версії вказано неправильно. Наприклад, тривалість треку «Two Timer» вказано як 2:59, а «Ladies in Waiting» — 2:47.
Попри те, що на обкладинці альбому всі учасники гурту вдягнені в костюми, Пітер Кріс — єдиний учасник гурту, який мав власне вбрання. Решта учасників гурту надягли на себе костюми, які належали Білу Аукойну, їхньому менеджеру. На обкладинці вінілової платівки світлина з учасниками гурту також зусібіч оточена емблемою Kiss. Фотографію зроблено на південно-західному розі 23-ї вулиці та Восьмої авеню у Нью-Йорку.

## Сприйняття
«Dressed to Kill» посів 32 сходинку у списку альбомів хіт-параду Billboard 200, а 28 лютого 1977 року навіть отримав золоту сертифікацію RIAA. «C'mon and Love Me» та «Rock and Roll All Nite» — сингли, яким не вдалося потрапити в жодні чарти. Крім того, жива версія треку «Rock and Roll All Nite» з альбому «Alive!» з'явилася наприкінці цього ж року та посіла 12 сходинку хіт-параду Billboard Hot 100.
«Rock and Roll All Nite» — одна з найвідоміших їхніх пісень, яка з 1975 року залишається однією з наріжних пісень концертної діяльності гурту, на ряду з треками «Rock Bottom», «C'mon and Love Me» та «She».

## Список пісень
1. «Room Service» — 2:59
2. «Two Timer» — 2:47
3. «Ladies in Waiting» — 2:35
4. «Getaway» — 2:43
5. «Rock Bottom» — 3:54
6. «C'mon and Love Me» — 2:57
7. «Anything for My Baby» — 2:35
8. «She» — 4:08
9. «Love Her All I Can» — 2:40
10. «Rock and Roll All Nite» — 2:49